# Río Guadaira
Río Guadaira este o arie protejată (arie specială de conservare — SAC, sit de importanță comunitară — SCI) din Spania întinsă pe o suprafață de 227,1 ha, integral pe uscat.

## Localizare
Centrul sitului Río Guadaira este situat la coordonatele 37°09′21″N 5°34′51″W / 37.1558°N 5.5807°V.

## Înființare
Situl Río Guadaira a fost declarat sit de importanță comunitară în decembrie 2000 pentru a proteja 9 specii de animale. Situl a fost protejat și ca arie specială de conservare în martie 2015.

## Biodiversitate
Situată în ecoregiunea mediteraneană, aria protejată conține 6 habitate naturale: Păduri termofile cu Fraxinus angustifolia, Dehesas cu Quercus spp. perene, Galerii și tufărișuri riverane sudice (Nerio-Tamaricetea și Securinegion tinctoriae), Tufărișuri termo-mediteraneene și de pre-deșert, Pseudostepă cu ierburi și specii anuale de Thero-Brachypodietea, Păduri de Olea și Ceratonia.
La baza desemnării sitului se află mai multe specii protejate:
- păsări (2): Elanus caeruleus, cocor (Grus grus)
- amfibieni (1): Discoglossus galganoi
- nevertebrate (1): croitorul mare al stejarului (Cerambyx cerdo)
- pești (4): Cobitis paludica, Iberochondrostoma lemmingii, Pseudochondrostoma willkommii, Squalius alburnoides
- reptile (1): Mauremys leprosa

Pe lângă speciile protejate, pe teritoriul sitului au mai fost identificate 1 specie de pești.